# Stefan Kanis
Stefan Kanis (* 1968 in Meerane) ist ein deutscher Hörspiel- und Featureregisseur. Seine Arbeiten umfassen literarisches Hörspiel, Radio-Feature, Unterhaltungsformate und  Dokufiktion. Kanis' Inszenierungen spielen häufig mit akustischen Perspektiven und setzen collagierende Verfahren ein. Er hat wiederkehrend Produktionen im 5.1-Surround-Sound realisiert. Von ihm inszenierte Hörspiele und Features wurden mehrfach ausgezeichnet.

## Leben
Kanis wuchs in Karl-Marx-Stadt (Chemnitz) auf. 1989 bis 1995 studierte er Theaterwissenschaft in Leipzig und Wien. Nach Studienabschluss wurde Stefan Kanis wissenschaftlicher Mitarbeiter der Fachrichtung Dramaturgie der Hochschule für Musik und Theater „Felix Mendelssohn Bartholdy“ Leipzig (HfMT). Daneben arbeitete er als Dramaturg, Regisseur und Darsteller im Freien Theater. Kanis schrieb Theaterkritiken für Tageszeitungen, Funk und Fachpresse. 1998 begann er als Freier Mitarbeiter der Redaktion „Künstlerisches Wort“ bei MDR Kultur. Im April 2001 folgte er Klaus Zippel in der Position des Produktionsleiters und Hausregisseurs der Hörspielabteilung von MDR KULTUR. Er lebt in Leipzig.

## Inszenierungen

### Hörspiele
(BEA = auch Hörspielbearbeitung)
- 2003 Der Zug nach Wicklow von Christina Calvo
- 2006 Adler und Engel von Juli Zeh (BEA, Surround-Sound 5.1)
- 2006 Figaros Recherchen – 70 Kurzhörspiele (Dokufiktion-Format)
- 2007 Queen Mary 3 von Thilo Reffert (Surround-Sound 5.1)
- 2008 Tiere als Täter – vier Dokufiktion-Hörspiele von Richard Fasten und Frank Bruder[2]
- 2008 Das Mittagsmahl von Volker Braun (BEA, Surround-Sound 5.1)
- 2009 Die Sicherheit einer geschlossenen Fahrgastzelle von Thilo Reffert
- 2010 Tiere als Täter – zwei Dokufiktion-Hörspiele von Alexander Brabandt und Frank Bruder[2]
- 2011 Austerlitz von W. G. Sebald (BEA, auch als Hörbuch)[3]
- 2012 Nachrufe von Günter Kunert
- 2012 Besuch in Mechtshausen von Rolf Schneider
- 2013 Im Inneren des Landes von Dirk Brauns (BEA)
- 2014 Die vier Himmelsrichtungen von Roland Schimmelpfennig
- 2014 Das Deutschlandgerät von Ingo Schulze
- 2014 Thälmannstraße 89 – Kurzhörspielserie von Lorenz Hoffmann
- 2015 Die ganze Wahrheit über meinen Vater von Christoph Buggert
- 2015: Die Nackten unter den Wölfen von Maximilian Klein
- 2015 Und jetzt: Die Welt! von Sibylle Berg
- 2016 Die Putzfrauen von Volker Braun
- 2016 Die meisten Afrikaner können nicht schwimmen von Holger Böhme
- 2016 Jenseits der Kastanien von Marina Frenk (BEA)
- 2017 Lutherland 10-teilige Hörspielserie von Lorenz Hoffmann
- 2017 Viel gut essen von Sibylle Berg
- 2017 Bleib kurz dran von Thilo Reffert
- 2018 Karl Marx statt Chemnitz von Thilo Reffert
- 2018 Auf die Fresse (ARD Radio Tatort) von Thilo Reffert
- 2018 Der Bau von Heiner Müller (BEA)
- 2019 Auslöschung (ARD Radio Tatort) von Thilo Reffert
- 2019 Die Entgiftung des Mannes von Holger Böhme
- 2019 Furor von Lutz Hübner und Sarah Nemitz
- 2020 Westend von Moritz Rinke (BEA)
- 2020 Erster Angriff (ARD Radio Tatort) von Dirk Laucke
- 2021  Blume Wolke Vogel Fisch von Ruth Johanna Benrath
- 2022  PSALM / aus der tieffen von Ruth Johanna Benrath
- 2022 Ramsch (ARD Radio Tatort) von Dirk Laucke
- 2022 Die verkehrte Frau von Holger Böhme
- 2022 Für immer wir alle zusammen von Thilo Reffert
- 2023 Die Woche von Heike Geißler (BEA)

### Features
(Auswahl)
- 2005 Arme Männer, schreckliche Frauen – Esther Vilar von Michael Schulte
- 2006 Der Zögling von Peter Voigt
- 2008 Die Stadt der Weihnachtskrippen von Margherita Arzillo (Surround-Sound 5.1)
- 2010 Demokratie 2.0 – von Karsten Kretzer
- 2010 Der Tod der Nacht (Die Schattenseite des künstlichen Lichts) von Sabine Frank
- 2011 Frauenzuchthaus Hoheneck von Gabriele Stötzer
- 2011 Arche Leutenthal von Stefan Kanis
- 2013 Graf Brühl von Matthias Körner
- 2013 Das bin doch nicht, oder? – Henry Büttner von Günter Kotte
- 2013 Steinbaukastenträume von Otto Werner Förster (Surround-Sound 5.1)
- 2014 Die Gräber der großen Russen von Günter Kotte
- 2014 Industrieruinen. Faszination und Wehmut von Judith Burger
- 2015 Wie das Theater dem Kapital zuspielt von Stefan Kanis
- 2016 Ernstfall Satire von Rainer Link

### Lesungen
(Auswahl)
- 2010 Machwerk oder Das Schichtbuch des Flick von Lauchhammer von Volker Braun
- 2013 Nachruf von Stefan Heym

(alle Produktionen: Mitteldeutscher Rundfunk)

## Auszeichnungen
- 2010 Hörspielpreis der Kriegsblinden, Deutscher Hörspielpreis der ARD und ARD-Online-Award für Thilo Reffert: Die Sicherheit einer geschlossenen Fahrgastzelle (MDR)
- 2012 Deutscher Sozialpreis und Juliane-Bartel-Medienpreis für Gabriele Stötzer: Frauenzuchthaus Hoheneck
- 2012 hr-Hörbuchbestenliste April: Austerlitz von W. G. Sebald (MDR)
- 2013 Hörspiel des Monats Oktober: Im Inneren des Landes von Dirk Brauns (MDR)
- 2014 Hörspiel des Monats Oktober: Das Deutschlandgerät von  Ingo  Schulze (MDR)
- 2015 Journalistenpreis des Deutschen Preises für Denkmalschutz für Judith Burger: Industrieruinen. Faszination und Wehmut
- 2016 Hörspielpreis der Kriegsblinden, für Sibylle Berg und Marina Frenk: Und jetzt: Die Welt! (MDR)
- 2017  Civis Medienpreis für Marina Frenk: Jenseits der Kastanien (MDR)
- 2017 Hörspiel des Monats Mai für Lutherland 10-teilige Hörspielserie von Lorenz Hoffmann (MDR)
- 2017 Robert-Geisendörfer-Preis für Die meisten Afrikaner können nicht schwimmen von Holger Böhme (MDR)
- 2018 Hörspiel des Monats für Karl Marx statt Chemnitz von Thilo Reffert (MDR)
- 2021 Hörspiel des Monats für Blume Wolke Vogel Fisch von Ruth Johanna Benrath (MDR)
- 2023 Hörspiel des Monats für Die Woche von Heike Geißler (MDR)